# Biorama-Projekt

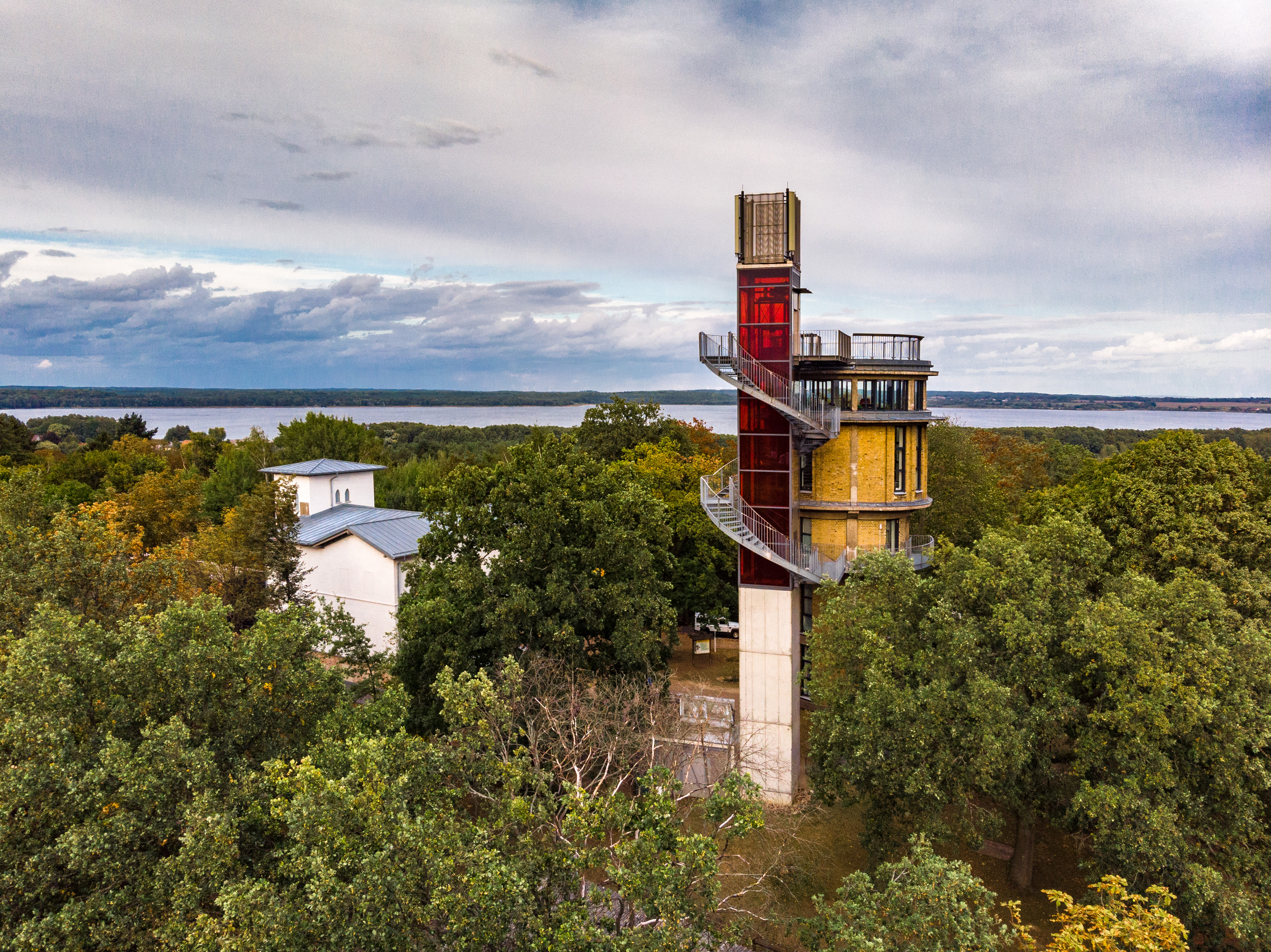
Biorama und weiße Villa, im Hintergrund der Grimnitzsee

Das Biorama-Projekt im Amtsbereich Joachimsthal des brandenburgischen Landkreises Barnim ist ein umgenutzter historischer Wasserturm, nun in Privatbesitz. Der Name leitet sich von Biosphärenreservat und Panorama ab, womit die neue Nutzung des historischen Bauwerks im Naturpark Schorfheide-Chorin verständlich wird.

## Geschichte

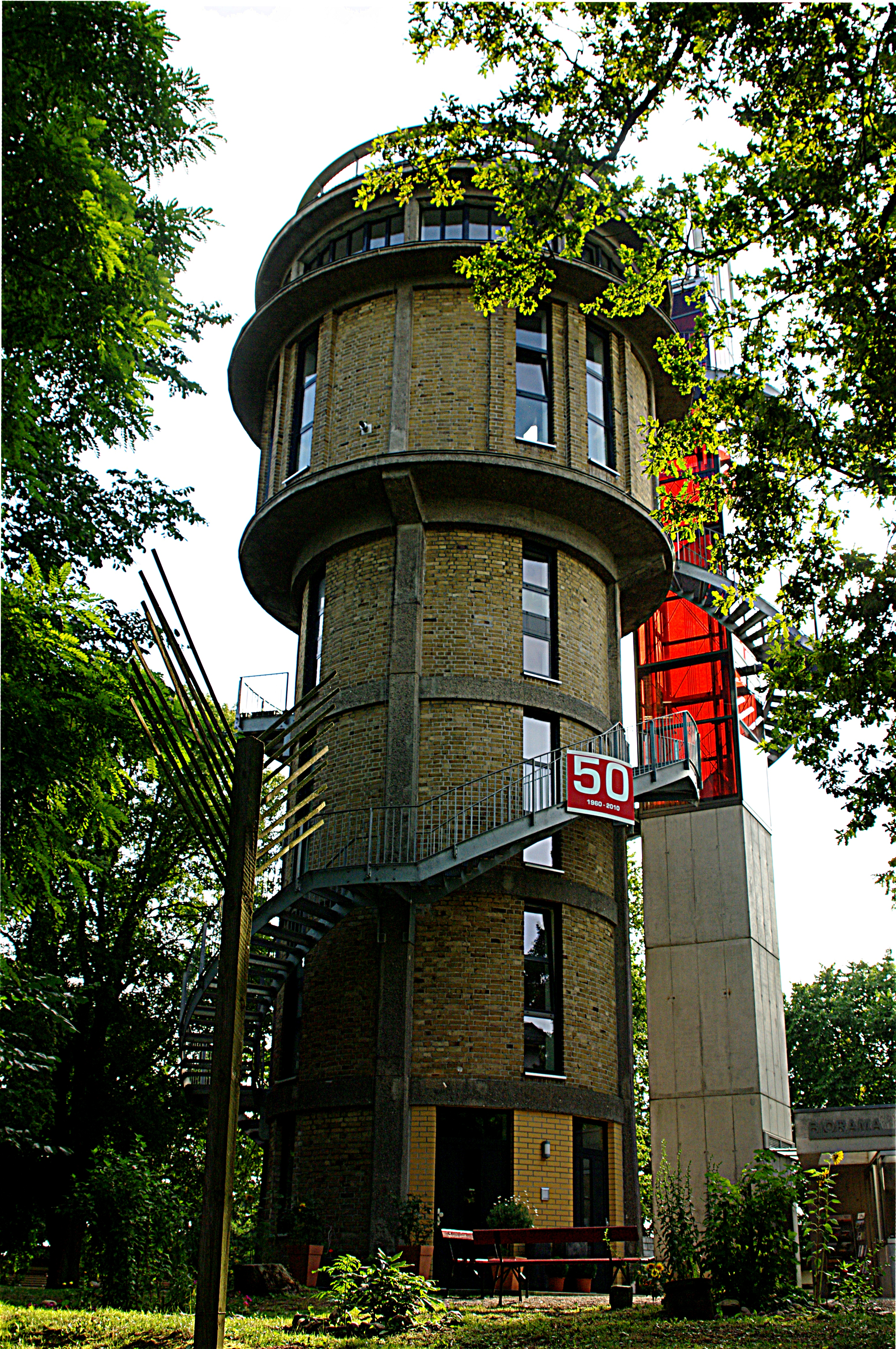
Umgebauter Wasserturm als „Biorama“

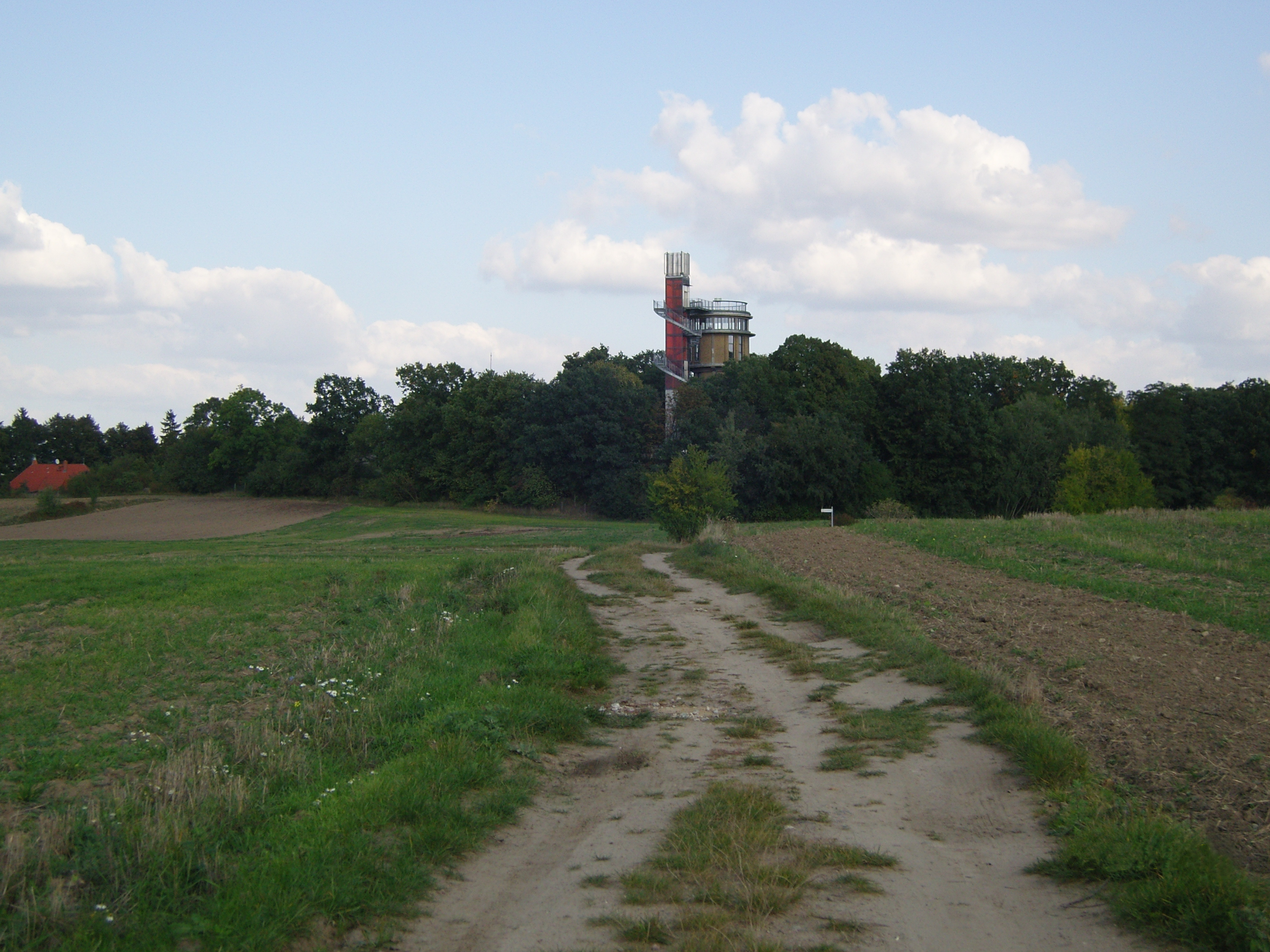
„Biorama“ in seiner Naturumgebung; 2008

Der Designer Richard Hurding und die Projektmanagerin Sarah Phillips kauften im Jahr 2003 den seit 1987 leer stehenden Wasserturm, um ihn als Wohnung zu nutzen. Die Briten entwickelten zusammen mit dem deutschen Architekten Frank Meilchen das von ihnen „Biorama“ genannte Projekt. Der Turm wurde ein vertikales Eigenheim, für dessen Umbau EU-Fördermittel in Höhe von 240.000 Euro in Anspruch genommen werden konnten, die neuen Eigentümer investierten selbst etwa 250.000 Euro.
Auf dem Dach des 21 Meter (123 m ü. NHN) hohen denkmalgeschützten Turmes wurde anstelle des Wasserbehälters eine Aussichtsplattform errichtet. Im Turm selbst sind auf vier Ebenen ein Arbeitszimmer, ein Schlafzimmer, ein Wohnzimmer, zwei Büros, eine Küche und eine Sanitärzelle auf insgesamt 140 Quadratmeter untergebracht.
Die Aussichtsetage kann von den Besuchern entweder über eine moderne Metall-Außentreppe mit 118 Stufen oder über einen nebenstehenden futuristischen und behindertengerechten Aufzug erreicht werden, der ebenfalls nach Plänen von Frank Meilchen gebaut wurde.

## Kulturangebote
Die Attraktivität des Biorama konnte durch wechselnde Ausstellungen am Fuß des Turmes noch weiter erhöht werden. Im Jahr 2009 standen die Kunstprojekte unter der Überschrift Kartoffel-Kunst, womit auf die bedrohte Artenvielfalt der Kartoffel aufmerksam gemacht werden sollte. – Das Künstlerehepaar erwarb Anfang der 2010er Jahre ein benachbartes Gebäude, das als Weiße Villa oder nach seinem Erbauer Rudolf Protz als Villa Protz bekannt ist. Sie bauten dieses Haus im Zeitraum 2014/2015 zu einem Kulturhaus um. Darin sollen bis zu vier Kunstausstellungen jährlich gezeigt werden, auch der Auftritt kleiner Theaterensembles ist vorgesehen. Die große Giebelfläche wurde mit Mosaiksteinchen aus Spiegelglas gestaltet und passt sich so perfekt an die natürliche Umgebung an. Als Nächstes wollen die Besitzer die Außenanlagen zwischen dem Turm und der Villa neu gestalten.

## Besucher
Das Biorama wurde am 3. Juni 2006 eröffnet. Mit den Behörden vereinbarten die Turmeigentümer zunächst eine Öffnung von 80 Tagen im Jahr für Besucher.
Von der Plattform bietet sich ihnen eine ungehinderte Sicht in alle Richtungen über große zusammenhängende Brandenburger Waldgebiete, bei günstigen Bedingungen bis zur Skyline des 35 Kilometer entfernten Berlin.
Am 12. August 2009 wurde die 50.000 Besucherin begrüßt. Wegen des zunehmenden Interesses ist der Turm inzwischen bereits an mehr als 100 Tagen geöffnet und Sarah Phillips veranstaltet regelrechte Führungen, vor allem durch das Ausstellungsgelände.
In einer Veröffentlichung vom März 2016 wird angegeben, dass seit der Eröffnung bereits 125.000 Besucher gezählt wurden.